# Umberto Zanolini
Umberto Zanolini (Brescia, 31 marzo 1887 – 12 febbraio 1973) è stato un ginnasta italiano, medaglia d'oro nella gara di concorso a squadre di Ginnastica (squadra composta, oltre da Zanolini, da Pietro Bianchi, Guido Boni, Alberto Braglia, Giuseppe Domenichelli, Carlo Fregosi, Alfredo Gollini, Francesco Loi, Luigi Maiocco, Giovanni Mangiante, Lorenzo Mangiante, Serafino Mazzarocchi, Guido Romano, Paolo Salvi, Luciano Savorini, Adolfo Tunesi, Giorgio Zampori, Angelo Zorzi) ai Giochi olimpici di Stoccolma 1912.

## Palmarès
| Anno | Manifestazione  | Sede      | Evento             | Risultato |
| ---- | --------------- | --------- | ------------------ | --------- |
| 1912 | Giochi olimpici | Stoccolma | Concorso a squadre | Oro       |